# AB BCe 4/4
| AB ABe 4/4                              | AB ABe 4/4                                       | AB ABe 4/4                         |
| --------------------------------------- | ------------------------------------------------ | ---------------------------------- |
| Bauartbezeichnung:                      | bis 1956: BCe 4/4 ab 1956: ABe 4/4               | bis 1956: BCe 4/4 ab 1956: ABe 4/4 |
| Nummerierung:                           | bis 1949: 27–30 ab 1949: 40–43 ab 2004: 1, 2, 43 | 44, 45 ab 1995: 8001, 8002         |
| Hersteller:                             | SIG, MFO                                         | SIG, MFO                           |
| Baujahr:                                | 1933                                             | 1949                               |
| Ausmusterung:                           | ab 1985                                          | 1999                               |
| Achsformel:                             | B0'B0'                                           | B0'B0'                             |
| Spurweite:                              | 1000 mm                                          | 1000 mm                            |
| Länge über Puffer:                      | 16'700 mm                                        | 18'000 mm                          |
| Gesamtradstand:                         | 13'000 mm                                        | 14'550 mm                          |
| Dienstmasse:                            | 34,2 t                                           | 35 t                               |
| Höchstgeschwindigkeit:                  | 65 km/h                                          | 65 km/h                            |
| Stundenleistung:                        | 450 kW                                           | 506 kW                             |
| Stundenzugkraft:                        | 47 kN bei 32,6 km/h                              | 52 kN bei 33,5 km/h                |
| Triebraddurchmesser:                    | 900 mm                                           | 900 mm                             |
| Stromsystem:                            | 1500 V =                                         | 1500 V =                           |
| Anzahl Fahrmotoren:                     | 4                                                | 4                                  |
| Übersetzungsverhältnis:                 | 1 : 5,5                                          | 1 : 5,5                            |
| Sitzplätze 1. Klasse: 2. Klasse: Total: | 12 40 52                                         | 14 34 48                           |

Die BCe 4/4 der Appenzeller Bahn (AB) waren meterspurige vierachsige Elektrotriebwagen mit Zweit- und Drittklassabteil. 1939 beschaffte die AB die BCe 4/4 27–30 und 1949 die BCe 4/4 44 und 45. Ab 1956 waren die Triebwagen als ABe 4/4 41–45 bezeichnet. Durch die Fusion der Appenzeller Bahn mit der SGA kamen die Fahrzeuge 1988 zu den Appenzeller Bahnen (AB). Die ABe 4/4 41 und 42 verkehrten zeitweise auf der Strecke Bellinzona–Mesocco der Rhätischen Bahn (RhB).

## ABe 4/4 40–43

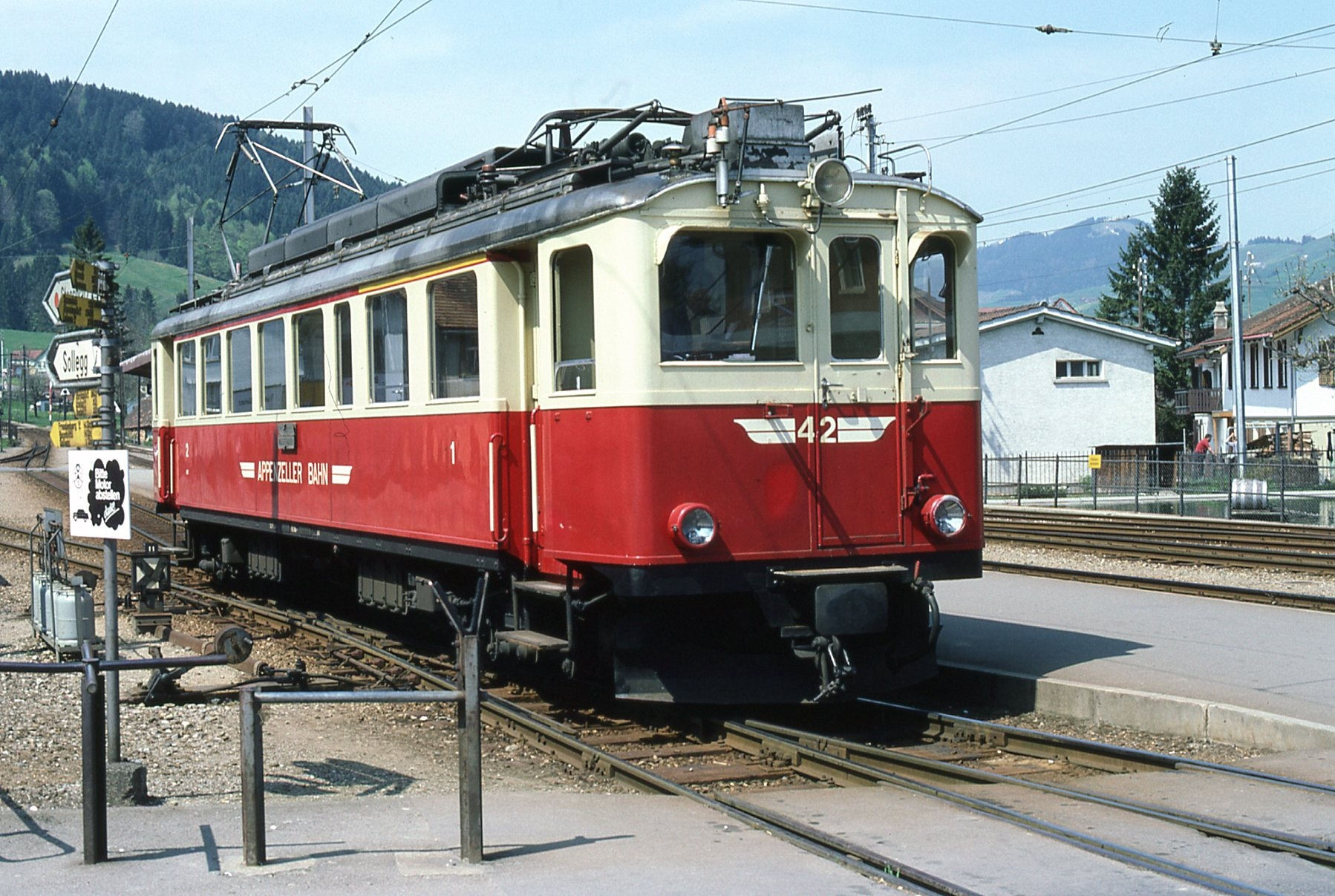
ABe 4/4 42 im Jahr 1982, Appenzell

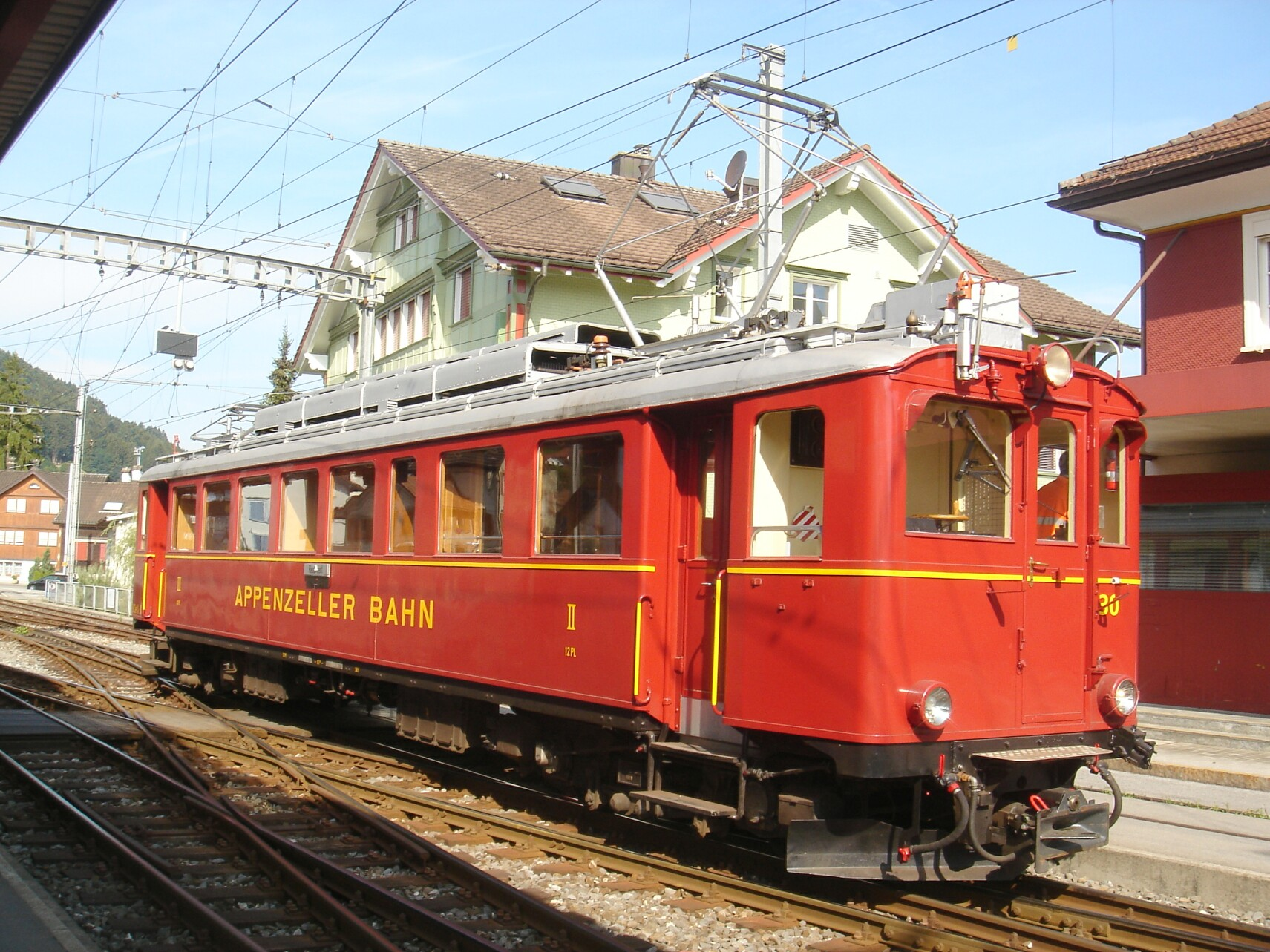
AB BCe 4/4 30 im Jahr 2006 in Appenzell

Anlässlich der Elektrifizierung beschaffte die Appenzeller Bahn (AB) die vier BCe 4/4 27–30. Die Triebwagen erhielten einen dunkelrot gespritzten Wagenkasten in leichter Stahlbauart, eigenventilierte Tatzlager-Fahrmotoren und einen Direktkontroller. Die Polsterklasse war mit einem Seitengang ausgestattet. Die BCe 4/4 waren bei ihrer Inbetriebnahme im Jahr 1933 die stärksten Meterspur-Triebwagen der Schweiz. 
1949 erhielten die Triebwagen die neuen Betriebsnummern 40–43 und etwa zur gleichen Zeit einen rot/crèmen Anstrich. 1953 ersetzte die AB die Westinghouse- durch eine Oerlikon-Druckluftbremse und baute die Führertische um. Ab 1956 wurden die Sitzbänke der 2. Klasse gepolstert und 1959/60 erhielten die Triebwagen neue Drehgestelle mit Torsionsfederung. Zum Ziehen von Rollbock-Zügen wurden beim Triebwagen 43 die Mittelpufferkupplungen durch +GF+-Kupplungen ersetzt.
Im Jahr 1986 wurden die Triebwagen aus den 1930er-Jahren durch die Inbetriebnahme der BDe 4/4 II 31–33 auf der AB überflüssig. Der ABe 4/4 43 erhielt 2000 den früheren roten Anstrich und die Bezeichnung und Nummer BCe 4/4 30 zurück, behielt aber die +GF+-Kupplung. Er gehört heute der 2018 gegründeten Stiftung Historische Appenzeller Bahnen. Die ABe 4/4 41 und 42 kamen ins Misox.

### Einsatz im Misox

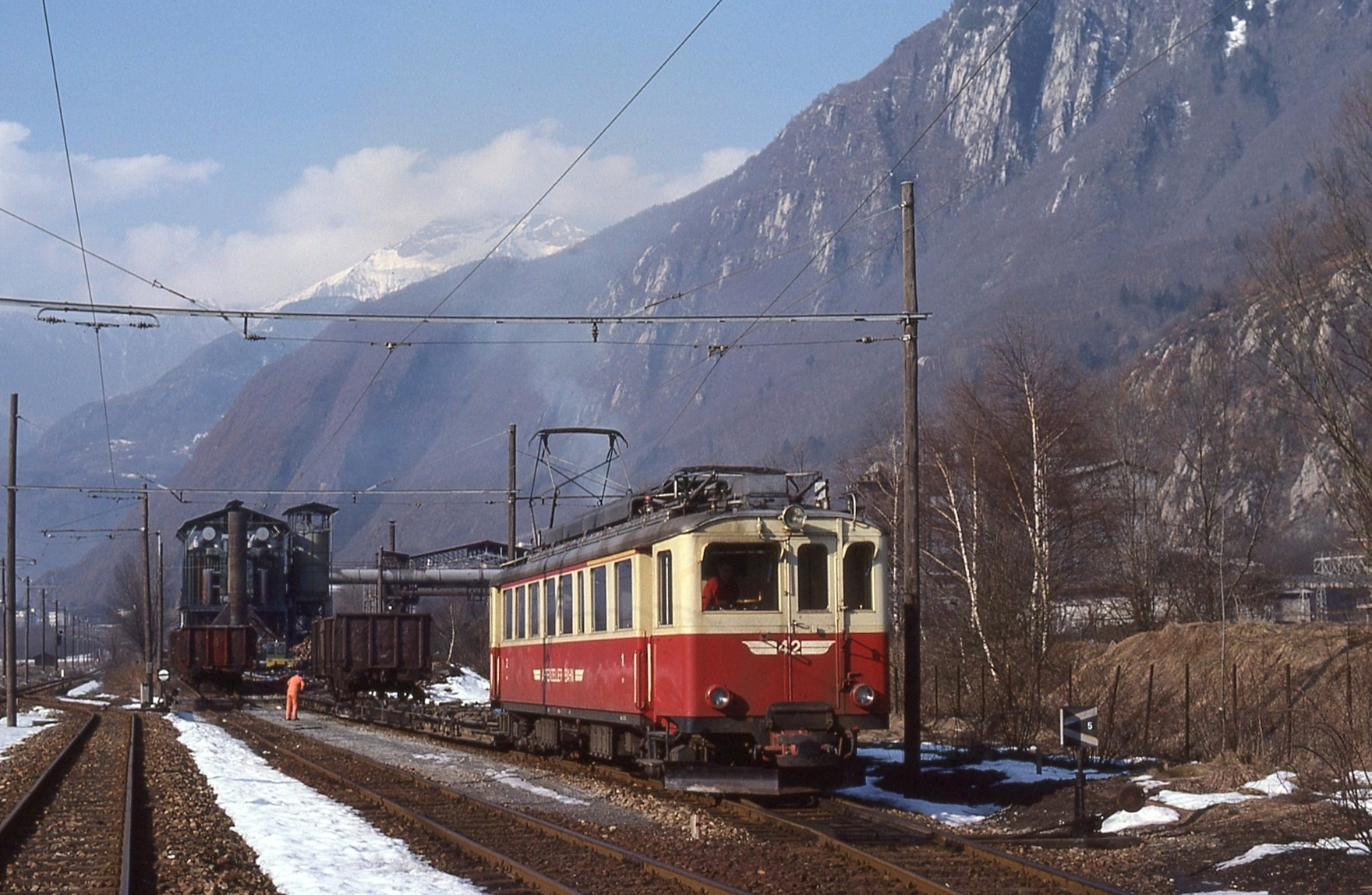
ABe 4/4 42 beim Rangieren im Val-Moesa-Stahlwerk

Bereits zwischen Februar 1971 und Mai 1972 wurde der ABe 4/4 41 auf der Strecke Bellinzona–Mesocco der Rhätischen Bahn (RhB) eingesetzt, weil die ABDe 4/4 451 und 455 und der De 4/4 471 nach Unfällen abgebrochen werden mussten. Nummer 42 weilte 1980 während der Hauptrevision des BDe 4/4 491 im Misox.
1987 kam der ABe 4/4 42 und 2001 die Nr. 41 endgültig ins Bündner Südtal. Der mietweise durch die RhB übernommene Triebwagen 42 wurde mit Ferrovia Retica beschriftet und mit dem RhB-Logo versehen. Nach der Einstellung des Güterverkehrs durch die RhB wurden die beiden Fahrzeuge Ende 2003 zusammen mit der Misoxerbahn von der Società Esercizio Ferroviario Turistico (SEFT) übernommen, die die Beschriftung von RhB in Ferrovia Mesolcinese und die Betriebsnummern in 1 und 2 änderte. Nach der Einstellung des Museumsbahnbetriebes wurde der ABe 4/4 2 abgebrochen und der Triebwagen 1 im Jahr 2015 als Denkmal in Grono ausgestellt.

## ABe 4/4 44–45

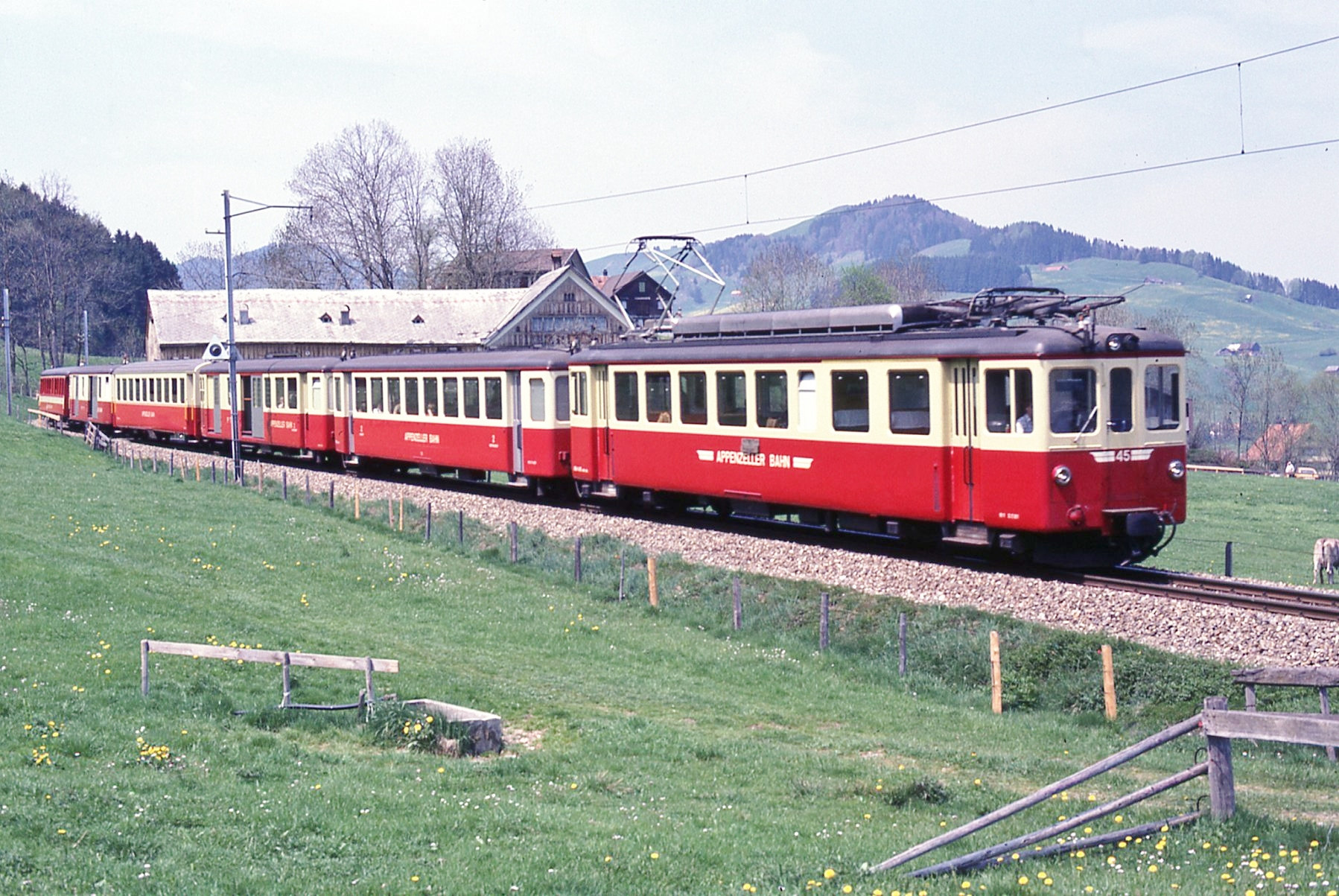
Pendelzug mit ABe 4/4 45 und Verstärkungswagen im Jahr 1982 zwischen Gonten und Appenzell

Nach der Fusion mit der Appenzell-Weissbad-Wasserauen-Bahn (AWW) beschaffte die Appenzeller Bahn die BCe 4/4 44 und 45, einen Zwischenwagen B 9 sowie zwei dazugehörende Steuerwagen BDZt 60 und DZt 65. Der zweiteilige Pendelzug 45-65 wurde formell noch durch die AWW bestellt. Die beiden Triebwagen wiesen eine Hüpfersteuerung auf und hatten trotz der grossen Leistung von über 500 kW Tatzlager-Fahrmotoren. Neuartig waren die geschwindigkeitabhängige Türöffnung und -schliessung des ganzen Zuges. Äusserlich glichen die beiden Triebwagen den ABe 4/4 1–3 der Chemin de fer Yverdon–Ste-Croix. 1954 wurde noch ein zweiter Zwischenwagen B 8 nachbeschafft. Trotz der vorhandenen Fernsteuerung wurde von der Bildung von Pendelzügen bis Mitte der 1970er-Jahre nur wenig Gebrauch gemacht. Mit ein Grund dafür waren auch die Postabteile in den Steuerwagen. In dieser Funktion kamen sie auch hinter anderen Triebfahrzeugen zum Einsatz.
1953 wurde die Westinghouse- durch die Oerlikon-Bremse ersetzt und 1961 neue Erstklasssitze eingebaut und die Zweitklassigkeit gepolstert.
1995 waren die Fahrzeuge nach der Ablieferung der BDe 4/4 II 34 und 35 überflüssig und wurden nach Spanien verkauft, wo sie bei den Ferrocarrils de la Generalitat de Catalunya als Serie 8000 auf der Línia Llobregat-Anoia noch einige Jahre im Einsatz waren.

## Bilder

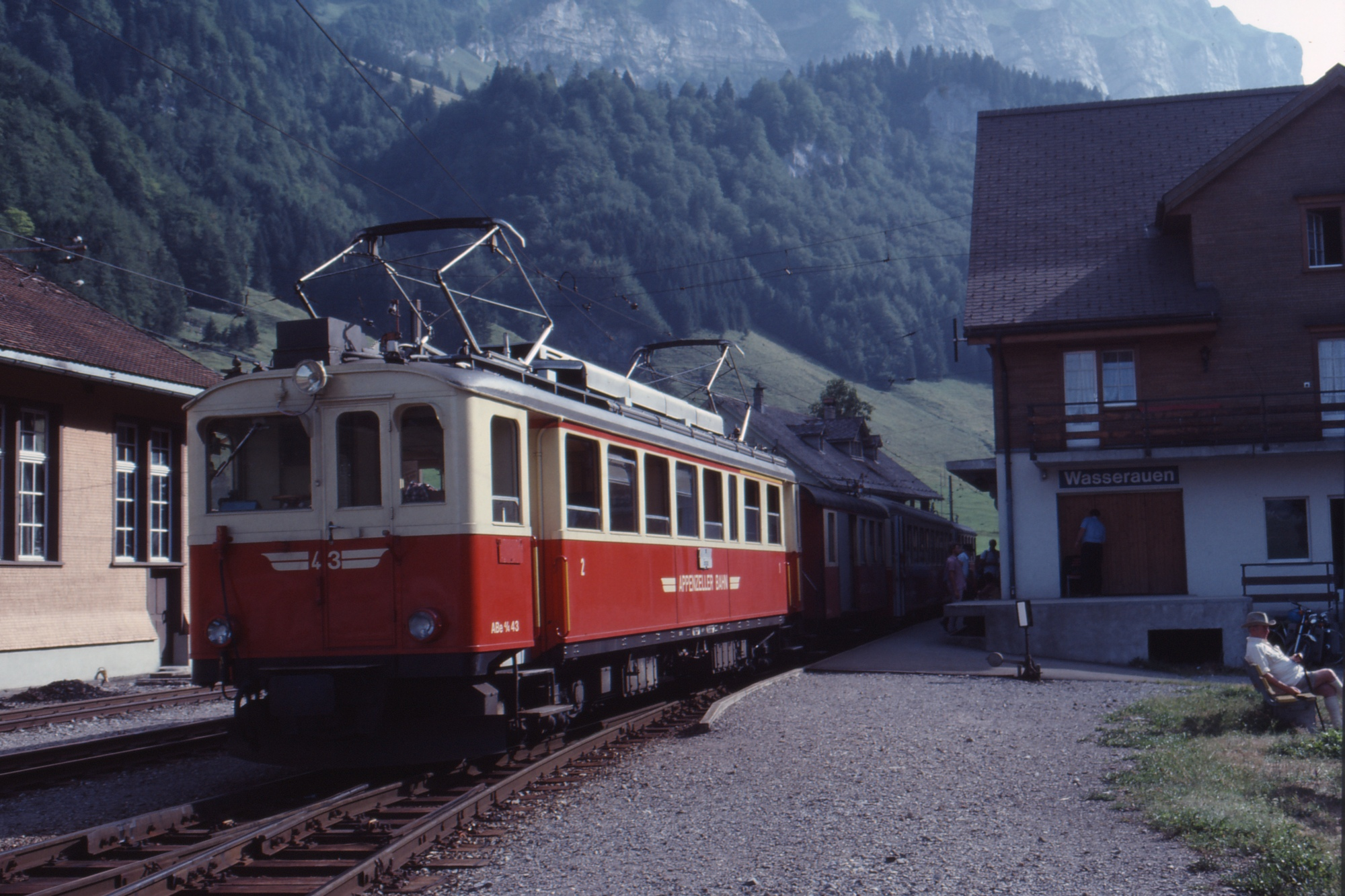
ABe 4/4 43 im Jahr 1983 in Wasserauen
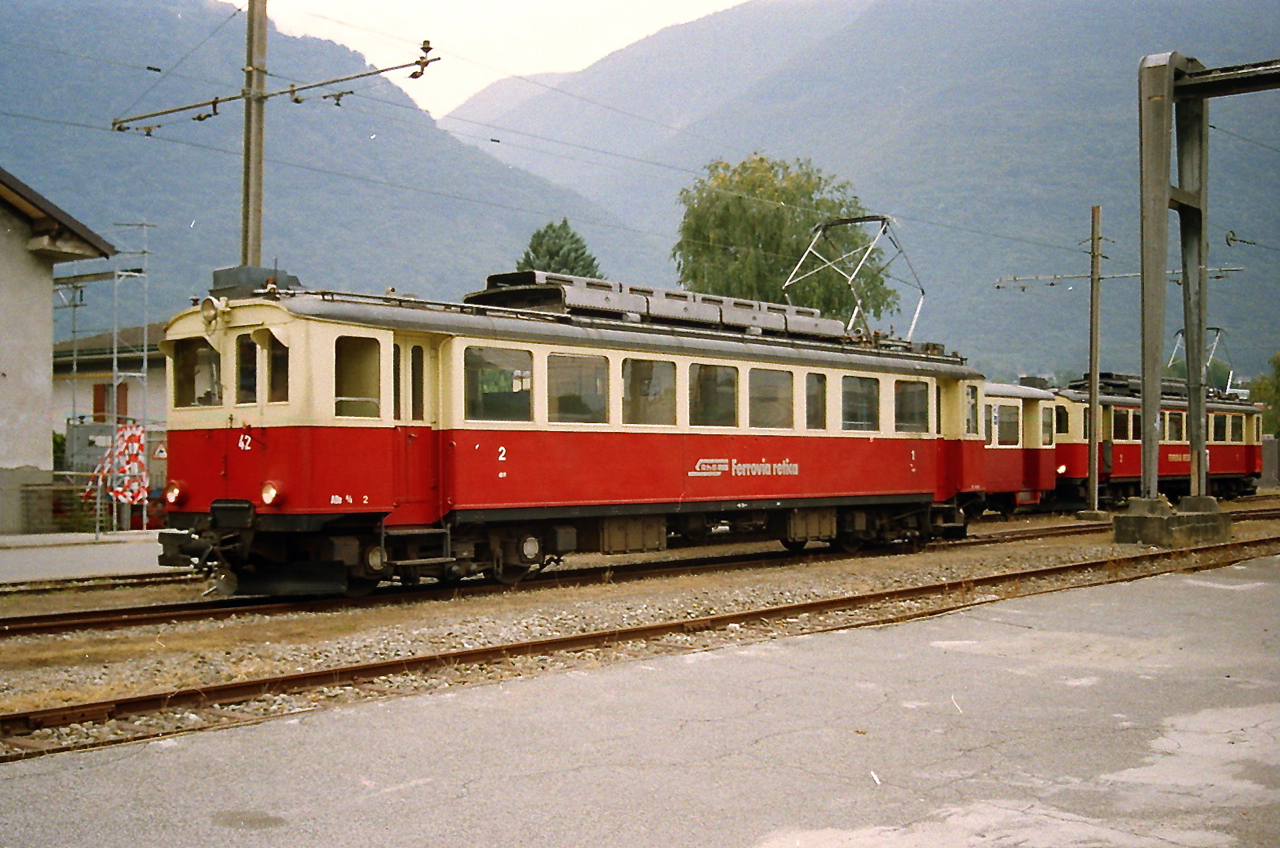
ABe 4/4 42 im Jahr 2011 in Castione-Arbedo
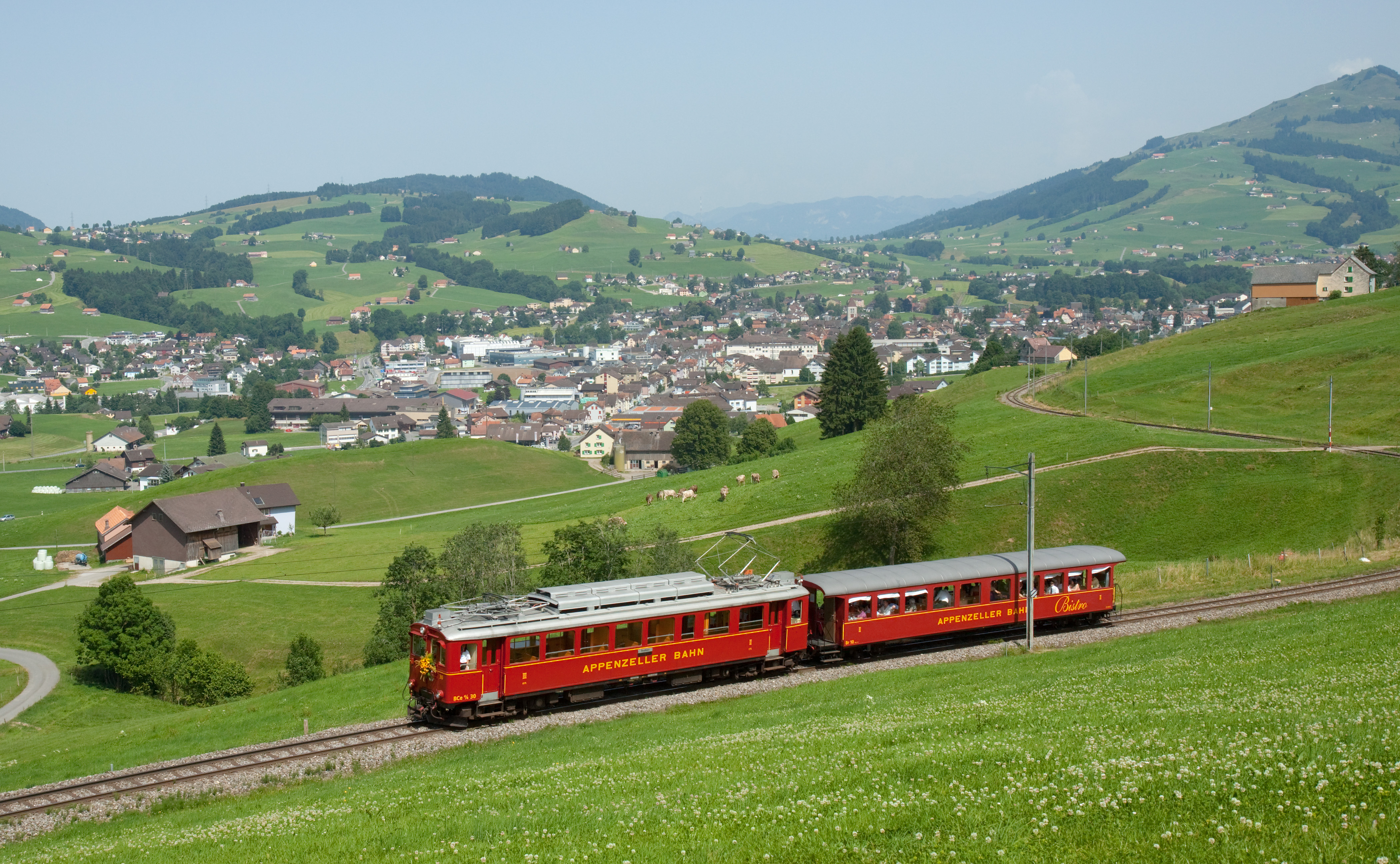
Historischer BCe 4/4 30, im Hintergrund Appenzell
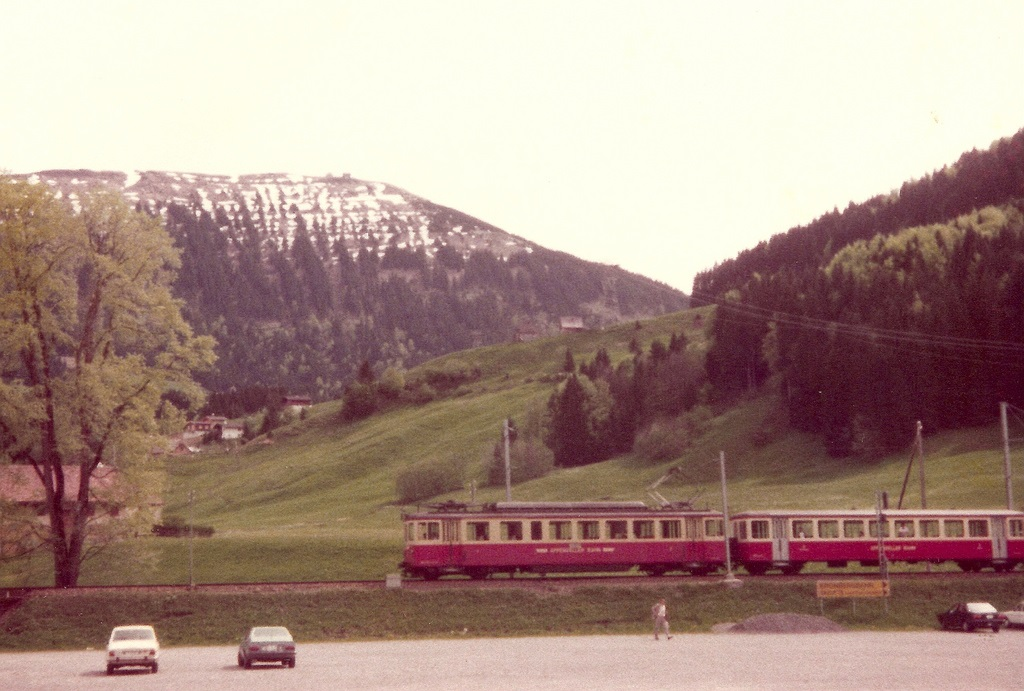
ABe 4/4 45, im Hintergrund Kronberg
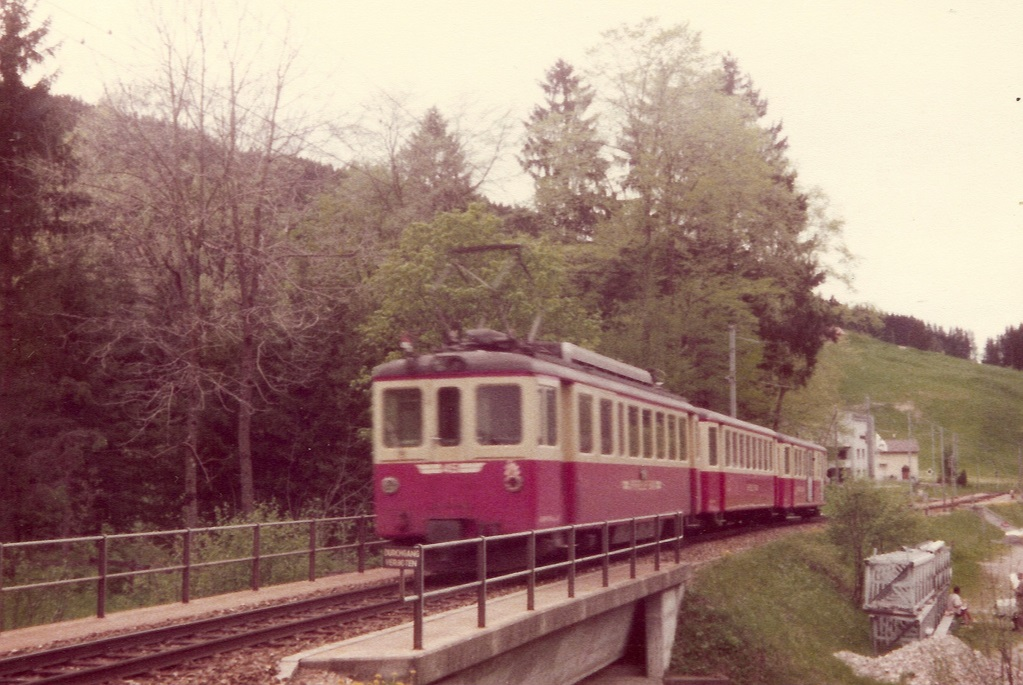
ABe 4/4 45 bei Jakobsbad